# متلازمة ستروم
متلازمة ستروم هي حالة وراثية وراثية متنحية نادرة جدًا تتميز بنقص أو تضيق جزئ من الأمعاء؛ وهذا ما يسمى (بالرتق المعوي).وتشوهات في العين وصغر الرأس. حيث تلتف الأمعاء المتبقية حول شريانها الرئيسي. عادةً ما يكون الثلث الأمامي من العين متخلفًا، وعادة ما يكون هناك تأخر متوسط في النمو. تشمل السمات الأقل شيوعًا عيب الحاجز الأذيني[هو ثقب في الجدار (الحاجز) بين الغرفتين العلويَّتين للقلب الاذيناتاذين| أو زيادة انقباض العظلات لا إراديا، أو تشوهات الهيكل العظمي. قد تشمل السمات الجسدية قصر القامة، وكبر حجم الأذنين، وفك صغير، وفم كبير، أو شعر خفيف متناثر.
تحدث المتلازمة بسبب طفرات في كلتا نسختين من جين CENPF ، الذي يرمز لبروتين السنترومير. يشارك هذا البروتين في انقسام الخلايا، حيث يشكل جزءًا من مركب بروتيني على شكل قرص يعرف باسم حيز حركي. يلعب جين CENPF أيضًا دورًا في توجيه الهياكل الأسطوانية الطويلة التي تسمى الأنابيب الدقيقة لتشكيل نتوءات خلوية رفيعة تسمى الأهداب، والتي ترسل وتستقبل إشارات لتحفيز انقسام الخلية أو التمايز. تؤدي الطفرات في الجين إلى انقسام أبطأ للخلايا وتعطل بعض عمليات النمو الجنيني أو عدم اكتمالها، ويمكن تصنيف المتلازمة على أنها اعتلال أهدبي نسبة الي الخلل الذي يحدث في النتوئات الخلوية الرفيعة (الاهداب) عادة ما يتم تشخيص المتلازمة بناءً على الأعراض، لكن الاختبارات الجينية توفر تأكيدًا كاملاً.
تدور الحلول العلاجية حول الأعراض. عادة ما يكون رتق الأمعاء قابلاً للتصحيح جراحيًا في مرحلة الطفولة. المراجع ليست مؤكدا بعد. لكن معظم أولئك الذين نجوا من الولادة (الأغلبية) تمكنو من العيش خلال الطفولة والمراهقة، لكن عدد كبير من الحالات الحرجة ماتت قبل الولادة أو بعدها بفترة قصيرة.

## التاريخ التشخيصي للمرض
تم التعرف على المتلازمة لأول مرة بناءً على الأعراض في شقيقين من قبل طبيب الأطفال النرويجي بيتر ستروم ورفاقه في عام 1993. تمت تسميته المرض بإسمه من بعد دراسته واكتشافه للمرض؛ أجريت عام 2008 اختبارات شخصت مريضًا آخر. في عام 2015، تم تحديد الطفرات في جينات CENPF لأول مرة على أنها مسببة للأمراض، وجد تحليل جيني عام 2016 لشقيقين أصليين لستروم أن كلاهما لديه طفرات في كل من نسختهما من CENPF ، مما يجعله سببًا للمتلازمة. و
منذ عام 2017، تم تشخيص حوالي 13 فردًا
الأعراض الأكثر شيوعًا لمتلازمة ستروم هي رتق الأمعاء وتشوهات العين وصغر الرأس. ومع ذلك، فإن المتلازمة لها نطاق واسع من الشدة التي تحدث بشكل عام في الأسرة التي تظهر فيها، وتتراوح من إعاقة تعلم خفيفة وصغر الرأس مع عدم وجود سمات أخرى في بعض العائلات إلى الموت في الرحم مع تشوهات الكلى والقلب الحادة وتشوهات العين والهيكل العظمي والدماغ والأمعاء. عادة ما تكون اختلاف شدة المتلازمة بسبب وجود أو غياب الطفرات في الجينات الأخرى ذات الوظائف المماثلة لـ CENPF.

## تاثير النتلازمة على مختلف أعضاء الجسم

### الامعاء
عادة ما يولد الأفراد المصابون بمتلازمة ستروم وهم يعانون من رتق معوي، حيث تكون أجزاء من الأمعاء ضيقة أو مفقودة، مما يؤدي إلى انسداد أمعاء حديثي الولادة يجب إجراء عملية جراحية له. رتق الأمعاء من النوع «قشر التفاح»، وهو نوع غير شائع حيث يوجد الجزء المتبقي من الأمعاء ملتويًا حول الشريان الرئيسي، وهذا يؤثر عادة على (الصائم)الجزئ العلوي من الامعاء الدقيقة.
. غالبًا ما يكون جزء كبير من الأمعاء مفقودًا وهذا شكل من اشكال الرتق. يمكن أن يكون هناك أيضًا سوء استدارة بمعنى تشكل عقدة في الأمعاء من ذاتها.
هنالك ما لا يقل عن شخصين مصابين بالمتلازمة المذكورة، أحدهما لدى شقيق نفس الطفرات ولكنه لم يعاني من تعقد الامعاء. كان رتق الأمعاء (والذي شمل أيضًا رتق الإثني عشر وليس فقط الصائم) من نوع تعقد الامعاء أكثر حدة في اثنين من الأشقاء الذين لم يبقوا على قيد الحياة.

### تاثير المتلازنة على العيون
.غالبًا ما تكون العيون أصغر حجمًا ومتخلفة، وعادة ما تكون أكثر حدة في عين واحدة من الأخرى. يمكن أن يظهر هذا على شكل ورم كولوبوما(ثقب) في القزحية، وإعتام عدسة العين وعتامة القرنية، وتصلب القرنية (حيث يندمج بياض العين مع القرنية)، وقرنية صغيرة؛ والتزامن (حيث تلتصق بالقرنية أو العدسة). يمكن أن يؤدي هذا التخلف في الجزء الأمامي من العين، المعروف باسم خلل تكوين الجزء الأمامي (والذي يتضمن شذوذ بيتر، إلى زيادة خطر الإصابة بالالجلوكوما (ارتفاع ضغط العين)، بسبب ضعف تصريف سوائل العين، على الرغم من عدم الإبلاغ عن ذلك في أي من الأفراد المتضررين لغاية عام 2017
قد يكون هناك أيضًا عبور في العين حول إنسي، قد يكون هناك أوعية دموية شبكية ملتوية أو نقص اكتمال العصب البصري. يمكن أن تؤدي تشوهات العين إلى عدم القدرة على التركيز في نقطة معينة وكذلك الحول، حيث يبدأ الدماغ في الفشل في معالجة المدخلات من العين الأضعف أثناء الطفولة.

### التاثيرات العصبية
وعادة ما يعاني المصابون بالمتلازمة من صغر الرأس. يعاني أقلية أيضًا من نتوءات أقل في الدماغ أو نتوءات ضحلة بمعني ان النتوئات الدماعية مملوئة بسال هلامي). عادة ما يكون هناك تأخير في النمو يتراوح معتدل إلى شديدة. عدد قليل من المصابين لديهم زيادة في قوة العضلات. كان أحد الأفراد مصابًا بالانتباذ القشري (تباين المادة الرمادية اثناء التصوير الطبقي)، وهو علامة على ضعف تجديد الخلايا العصبية أثناء التطور العصبي.
تم العثور على تكوّن أو نقص اكتمال الجسم الثفني
والمخيخ في فرد واحد على قيد الحياة والعديد من الأشخاص الذين لم ينجوا. حدث استسقاء الرأس(زيادة كمية السائل على الدماغ) في فرد واحد بقي على قيد الحياة بعد 9 أشهر. كما ان الاستسقاء الرأسي حدث مع 14 حالة لم تتمكن من البقاء على قيد الحياه. يسمى نقص تنسج المخيخ ح بالاشتراك مع استسقاء الرأس تشوه داندي ووكر ويوجد في عدد من الاعتلالات الهدبية الأخرى، أحيانًا مع عدم تكوين الجسم الثفني.

### الخصائص الفيزيائية والجسدية
السمات الجسدية متغيرة ولكنها عادة ما تشمل قصر القامة، وكبر حجم الأذنين، جسر انفي مرتفع، وفك صغير وفم كبير. كان لدى بعض المصابين طيات ملحمية أو شعر ناعم متناثر. وُلد أحد الأفراد بعلامة جلدية على خده الأيسر. أربعة أفراد مصابين لم ينجوا حتى نهاية فترة الحمل حيث كانو يعانون من شق في الحنك.

### تاثير المتلازمة على القلب
ولدت أقلية من المصابين بعيب الحاجز الأذيني (عيب الحاجز الأُذيني هو ثقب في الجدار (الحاجز) بين الغرفتين العلويَّتين للقلب (الأذينات). تحدُث هذه الحالة عند الولادة (خلقي) كان أحد الأفراد المصابين يعاني من عيب الحاجز البطيني ووذمة محيطية
عند حديثي الولادة في الساقين. كان لدى شخصين لم يبقيا على قيد الحياة حتى النهاية الثقبة البيضوية الواضحة، وهي نوع محدد من عيب الحاجز الأذيني، بالإضافة إلى انخفاض أنسجة عضلة القلب (عضلة القلب) وخلايا عضلة القلب الصغيرة بشكل غير طبيعي (خلايا عضلة القلب).

### تأثير المتلازمة على الهيكل العظمي
كان أحد الأفراد المصابين يعاني من خلل في اكتمال نمو الورك، مما أدى إلى خلع الورك، وآخر يعاني من تعظم الدروز الباكر مما يؤدي إلى سلسلة من التورمات. كان هناك شخصان لم يبقيا على قيد الحياة حتى النهاية الحمل يعانيان من تعدد الأصابع في الإبهام (متعدد الأصابع سابقًا)، وفقرات مسطحة وتشوه نادر في جدار الصدر يسمى الشق القصي.

### تاثيرها على الكلى
كان أحد الأفراد الذي بقي على قيد الحياة لديه كلى متخلفة ومشوهة، وشقيقان لم يبقيا على قيد الحياة حتى نهايت الحمل كانا كلاهما يملكان الحالبين مشوهين، مما أدى إلى تراكم البول يسمى موه الكلية.

### تأثيرها على مكونات الدم
كان لدى أحد الأشخاص المصابين عدد منخفض من الصفائح الدموية (قلة الصفيحات الدموية) في مرحلة الطفولة، مما يتطلب نقل الدم. الصفائح الدموية عبارة عن خلايا دموية تتكون من نتوءات على الخلايا الدموية الكبير التي تمكن الجسم من تخثير الدم. لم يتم الإبلاغ عن أعراض الدم في أي فرد مصاب آخر.

## قول علم الجيانت بالمتلازمة
تحدث متلازمة ستروم بسبب طفرات في كلتا نسختين من CENPF ، الموجود على الذراع الطويلة للكروموسو١. رموز CENPF لبروتين السنترومير. تشارك قطعة مركزية في فصل الكروموسومات أثناء انقسام الخلية. يتم ذلك من خلال تكوين جزء من الكروماتيدات، وهي مجمعات بروتينية على شكل قرص تسمح لوسط الكروموسومات (في شكل الانقسام، المعروف باسم الكروماتيدات) بالالتصاق بالأنابيب الدقيقة في الخلية (تشكيل ما يسمى بجهاز المغزل. يسمح هذا للأنابيب الدقيقة بفصل الكروموسومات عن بعضها أثناء عملية انقسام الخلية. تؤدي الطفرات في هذا الجين إلى ضعف انقسام الخلايا أثناء التطور المبكر. تم العثور على أن [[الانقسام الخيطي]] يستغرق وقتًا أطول عندما يتم تحور CENPF.
الأنابيب الجينية الدقيقة هي هياكل بروتينية تشكل جزءًا من الهيكل الخلوي وهي ضرورية للخلايا لتكون لها أشكال متنوعة ومعقدة وقدرة على الهجرة. إنها مصنوعة بواسطة الجسيم المركزي، الذي يحتوي على زوج من المريكزات الأسطوانية بزوايا قائمة مع بعضها البعض. قبل الانقسام، يتم تحديد موقع CENPF في نهاية أحد المريكزات (المريكز الأم) من أجل توجيه الأنابيب الدقيقة بشكل صحيح لتشكيل إسقاطات خلوية رفيعة تسمى الأهداب. معظم الأهداب هي أهداب أولية تشارك في إرسال الإشارات الخلوية واستقبالها لتحفيز هجرة الخلية أو الانقسام أو التمايز. الطفرات في CENPF تعطل هذه القدرة على تكوين أهداب. تم العثور على الأهداب لتكون أقل عددًا وأقصر عند تحور CENPF. لذلك تندرج متلازمة ستروم تحت تصنيف الأمراض المعروفة بالاعتلال الهدبي.

## تاريخيًا
كانت الطفرات التي تم تحديدها في CENPF في الغالب عبارة عن طفرات غير منطقية، مما يؤدي إلى قطع البروتين وعادة ما يكون تغير وظيفي نتيجة لذلك، ولكن تم أيضًا تحديد. العديد من الطفرات غير المنطقية التي أدت إلى هذه المتلازمة كانت في
اكسون X12 من الجينات (من أصل 20)، ولكن تم تحديد الطفرات في إكسونات أخرى. كانت شدة المتلازمة وأعراضها متغيرة بغض النظر عن نوع الطفرة ولكنها متسقة بشكل عام داخل العائلات، مما يشير إلى أن الخطورة قد تعتمد على وجود طفرات في الجينات الأخرى التي تؤدي وظائف مماثلة لـ CENPF أو تتفاعل معها أو تؤثر عليها. لقد تم اقتراح أن التفاعل بين CENPF و NDE1 ، والذي يسبب التسوس الدقيق عند حدوث طفرة، مرتبط بصغر الرأس في متلازمة ستروم.
يتم التشخيص عادة من خلال ملاحظة الأعراض؛ ومع ذلك، فإن الاختبارات الجينية توفر تأكيدًا كاملاً. يمكن ملاحظة صغر الرأس، رتق معوي وبعض تشوهات العين باستخدام الالتراساوند هي الموجات فوق الصوتية قبل الولادة. يمكن أن يكشف التصوير بالرنين المغناطيسي للدماغ عن أي تشوهات دماغية يمكن أن تكون مرتبطة بالمتلازمة. تتضمن طرق الكشف الجيني الكامل واختبار اللوحة الجينية، والذي يتضمن تسلسل مجموعة مختارة من الجينات المحتملة المعنية. يمكن لتسلسل سانجر تأكيد طبيعة الطفرة.
بمجرد تحديد الأسرة على أنها حاملة لجينات CENPF الطافرة، يمكن تقديم التشخيص السابق للولادة والتشخيص الجيني السابق للانغراس من أجل الحمل في المستقبل.
يستهدف العلاج الأعراض. عادة ما يكون رتق الأمعاء قابلاً للتصحيح جراحيًا في مرحلة الطفولة . ومع ذلك، لم يتم الإبلاغ عن أي جراحة عيون اعتبارًا لعام 2017. فان بيفير وآخرون. يوصى بمراقبة مرضى الجلوكوما.
www.orpha.net

## التشخيص
تُشخص عادة من خلال ملاحظة الأعراض، ومع ذلك، فإن التشخيص الأكيد يكون عبر إجراء الاختبارات الجينية. يمكن ملاحظة صغر الرأس، ورتق الأمعاء وبعض تشوهات العين أثناء الفحص بالموجات فوق الصوتية قبل الولادة.

## العلاج
يستهدف العلاج الأعراض. عادة ما يكون رتق الأمعاء قابلاً للتصحيح جراحيًا في مرحلة الطفولة عبر إجراء مفاغرة. ولم يُبلغ عن أي جراحة عينية منذ العام 2017. يوصي فان بيفير وآخرون بمراقبة مرضى الجلوكوما.

## الإنذار
الإنذار غير محدد بعد. عاش غالبية المصابين لما بعد الولادة وسن الطفولة، واستمر هؤلاء الأفراد في العيش خلال الطفولة والمراهقة. ومع ذلك، ماتت أقلية كبيرة أعراضها أكثر قسوة قبل الولادة أو بعدها بفترة وجيزة. أقدم الأشخاص المعروفين المصابين بالمتلازمة هما شقيقا ستروم، اللذان كانت أعراضهما خفيفة إلى متوسطة، كانا في العشرينات من العمر ويعملان اعتبارًا من عام 2016.

## وبائيًا
انتشار المتلازمة غير معروف حتى الآن. شُخّص منذ عام 2017 حوالي 13 شخصًا.

## حالات ملحوظة
في مايو 2017، ظهرت روبي أردولف (من مواليد 11 نوفمبر 2004)، من ولاية مينيسوتا بالولايات المتحدة وشُخصت إصابتها بمتلازمة ستروم، في مقطع فيديو على إنستغرام تجيب على أسئلة من والدتها أنجيلا والتي انتشرت على نطاق واسع، وحصلت على أكثر من 500000 مشاهدة في أسبوع. تدير أنجيلا موقعًا إلكترونيًا ومتجرًا على الإنترنت وقناة على يوتيوب لابنتها، مع أكثر من 170 ألف مشترك اعتبارًا من يوليو 2020.